# Dynamo Koursk
Maillots
Le Dynamo Koursk est un club féminin russe de basket-ball de la ville de Koursk. Le club appartient à la plus haute division du championnat russe.

## Historique
En 2014, Koursk remporte la troisième place du championnat russe, qualificative pour la prochaine Euroligue.
Koursk remporte l'Euroligue 2016-2017 77 à 63 face au Fenerbahçe, avec notamment dans ses rangs, la joueuse française Héléna Ciak.

## Palmarès
- Euroligue : 2017
- Eurocoupe : 2012
- Coupe de Russie de basket-ball féminin : 2014, 2015[4].

## Effectif 2015-2016
| Numéro | Nom                | Née le           | Taille | Nationalité            | Poste         |
| 2      | Frida Eldebrink    | 4 janvier 1988   | 1,74 m | Suède                  | Arrière       |
| 6      | Irina Osipova      | 25 juin 1981     | 1,92 m | Russie                 | Pivot         |
| 9      | Nwal-Endéné Miyem  | 15 mai 1988      | 1,88 m | France                 | Ailière forte |
| 4      | Lindsey Harding    | 12 juin 1984     | 1,73 m | États-Unis Biélorussie | Arrière       |
| 11     | Tatiana Vidmer     | 8 janvier 1986   | 1,91 m | Russie                 | Pivot         |
| 12     | Anete Jēkabsone    | 12 août 1983     | 1,77 m | Lettonie               | Arrière       |
| 99     | Ksenia Levchenko   | 29 mai 1996      | 1,67 m | Russie                 | Meneuse       |
| 14     | Liudmila Sapova    | 3 mai 1984       | 1,88 m | Russie                 | Ailière       |
| 11     | Mariya Cheremisina | 7 janvier 1992   | 1,74 m | Russie                 | Arrière       |
| 46     | Anna Burovaya      | 2 décembre 1997  | 1,72 m | Russie                 | Meneuse       |
| 30     | Nneka Ogwumike     | 2 juillet 1992   | 1,89 m | États-Unis Nigeria     | Ailière forte |
| 33     | Seimone Augustus   | 30 avril 1984    | 1,83 m | États-Unis             | Arrière       |
| 77     | Anastasia Lugonova | 20 juillet 1990  | 1,92 m | Russie                 | Ailière forte |
| 1      | Antoliya Stolyar   | 18 novembre 1992 | 1,80 m | Russie                 | Ailière       |

Entraîneur :  Gundars Vētra
Assistants : Martins Zibarts, Irina Banar
Avec 10 victoires pour 4 défaites, le Dynamo obtient la troisième place de sa poule. L'équipe est battue en quart de finale par Nadejda Orenbourg.

## Effectif 2014-2015
| Numéro | Nom                | Née le          | Taille | Nationalité        | Poste         |
| 5      | Evgeniya Belyakova | 27 juin 1986    | 1,82 m | Russie             | Ailière       |
| 6      | Irina Osipova      | 25 juin 1981    | 1,92 m | Russie             | Pivot         |
| 9      | Jelena Milovanović | 28 avril 1989   | 1,90 m | Serbie             | Ailière forte |
| 10     | Epifaniya Prints   | 11 janvier 1988 | 1,75 m | États-Unis Russie  | Arrière       |
| 11     | Maria Myasnikova   | 7 janvier 1992  | 1,74 m | Russie             | Arrière       |
| 12     | Anete Jēkabsone    | 12 août 1983    | 1,77 m | Lettonie           | Arrière       |
| 13     | Kristina Alikina   | 23 février 1986 | 1,87 m | Russie             | Ailière forte |
| 14     | Liudmila Sapova    | 3 mai 1984      | 1,88 m | Russie             | Ailière       |
| 19     | Işıl Alben         | 22 février 1986 | 1,72 m | Turquie            | Meneuse       |
| 21     | Mariia Khrustaleva | 6 octobre 1987  | 1,67 m | Russie             | Arrière       |
| 30     | Nneka Ogwumike     | 2 juillet 1992  | 1,89 m | États-Unis Nigeria | Ailière forte |
| 33     | Seimone Augustus   | 30 avril 1984   | 1,83 m | États-Unis         | Arrière       |
|        | Nadezhda Grishaeva | 2 juillet 1989  | 1,95 m | Russie             | Ailière forte |
|        | Tatiana Sema       | 26 octobre 1996 | 1,93 m | Russie             | Pivot         |
|        | Anna Shchetina     | 7 juillet 1995  | 1,95 m | Russie             | Pivot         |

Entraîneur :  Gundars Vētra
Avec 10 victoires pour 2 défaites, le Dynamo obtient la première place de sa poule. L'équipe est battue en demi-finale par UMMC Iekaterinbourg.

## Effectif 2013-2014
| Numéro | Nom                  | Née le          | Taille | Nationalité       | Poste         |
|        | Kristina Alikina     | 23 février 1986 | 1,87 m | Russie            | Ailière forte |
|        | Viktoriia Mazur      | 12 février 1992 | 1,65 m | Russie            | Meneuse       |
|        | Maria Myasnikova     | 7 janvier 1992  | 1,74 m | Russie            | Arrière       |
|        | Diana Sazonova       | 7 mars 1992     | 1,78 m | Russie            | Arrière       |
| 4      | Candice Dupree       | 16 août 1984    | 1,88 m | États-Unis        | Ailière forte |
| 6      | Natalia Vodopyanova  | 4 juin 1981     | 1,88 m | Russie            | Ailière forte |
| 8      | Elena Volkova        | 9 avril 1983    | 1,75 m | Russie            | Arrière       |
| 9      | Jelena Milovanović   | 28 avril 1989   | 1,90 m | Serbie            | Ailière forte |
| 10     | Epifaniya Prints     | 11 janvier 1988 | 1,75 m | États-Unis Russie | Arrière       |
| 11     | Oleksandra Kourasova | 4 avril 1986    | 1,85 m | Ukraine           | Ailière       |
| 12     | Shay Doron           | 1er avril 1985  | 1,75 m | Israël            | Arrière       |
| 15     | Ekaterina Lisina     | 15 octobre 1987 | 2,03 m | Russie            | Pivot         |
| 15     | Mariia Khrustaleva   | 6 octobre 1987  | 1,67 m | Russie            | Arrière       |
| 33     | Seimone Augustus     | 30 avril 1984   | 1,83 m | États-Unis        | Arrière       |

Entraîneur :  Bo Overton
Assistants :
En 2014, Koursk remporte la troisième place du championnat russe, qualificative pour la prochaine Euroligue.
Koursk est battu en finale l'Eurocoupe par le ŽBK Dynamo Moscou par 158 points à 150 (matches aller-retour).

## Effectif 2012-2013
| Numéro | Nom                 | Née le           | Taille | Nationalité           | Poste           |
|        | Tatiana Burik       | 8 mai 1987       | 1,66 m | Russie                | Meneuse         |
|        | Yulia Garkavskaya   | 8 avril 1991     | 2,03 m | Russie                | Pivot           |
|        | Maria Myasnikova    | 7 janvier 1992   | 1,75 m | Russie                | Arrière         |
|        | Varvara Psareva     | 1er octobre 1985 | 1,92 m | Russie                | Pivot           |
| 5      | Michelle Snow       | 20 mars 1980     | 1,96 m | États-Unis            | Pivot           |
| 6      | Natalia Vodopyanova | 4 juin 1981      | 1,88 m | Russie                | Ailière         |
| 7      | Aušra Bimbaitė      | 10 octobre 1982  | 1,79 m | Lituanie              | Arrière         |
| 8      | Mariia Cherepanova  | 28 août 1987     | 1,89 m | Russie                | Ailière forte   |
| 9      | Epifaniya Prints    | 11 janvier 1988  | 1,75 m | États-Unis Russie     | Arrière         |
| 10     | Temeka Johnson      | 6 septembre 1982 | 1,60 m | États-Unis            | Meneuse         |
| 12     | Victoria Mazur      | 12 février 1992  | 1,64 m | Russie                | Meneuse         |
| 14     | Eshaya Murphy       | 15 avril 1985    | 1,80 m | États-Unis Monténégro | Arrière         |
|        | Katie Douglas       | 7 mai 1979       | 1,83 m | États-Unis            | Arrière-Ailière |
| 15     | Ekaterina Lisina    | 15 octobre 1987  | 1,98 m | Russie                | Pivot           |
| 35     | Erin Lawless        | 6 mai 1985       | 1,85 m | Slovaquie             | Ailière forte   |

Entraîneur : Alfredas Vainauskas
Assistants : Saulius Vadopalas, Victoria Sgonnikova

## Équipe 2011-2012
- Ekaterina Lisina (2.05)

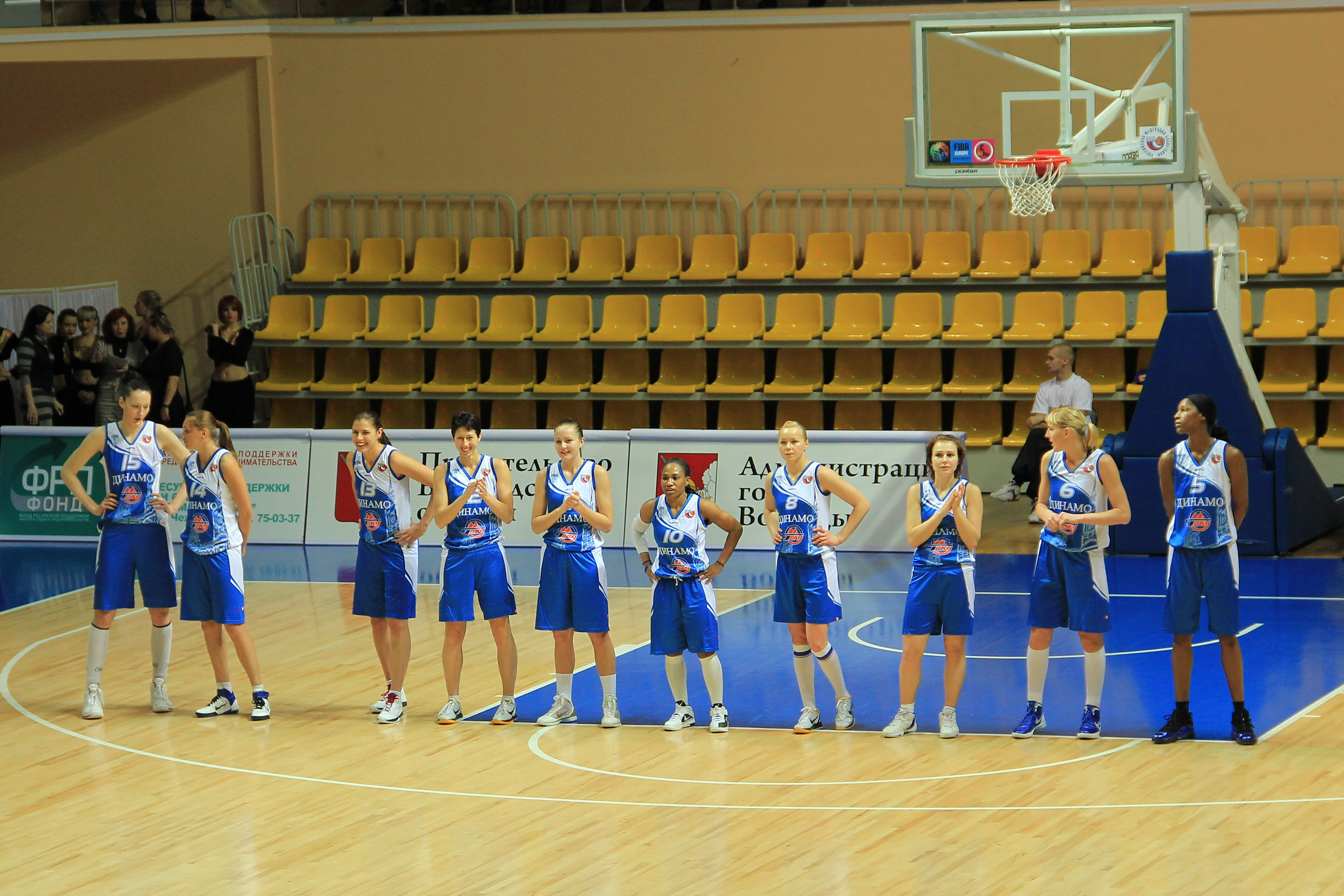
L'équipe 2012.

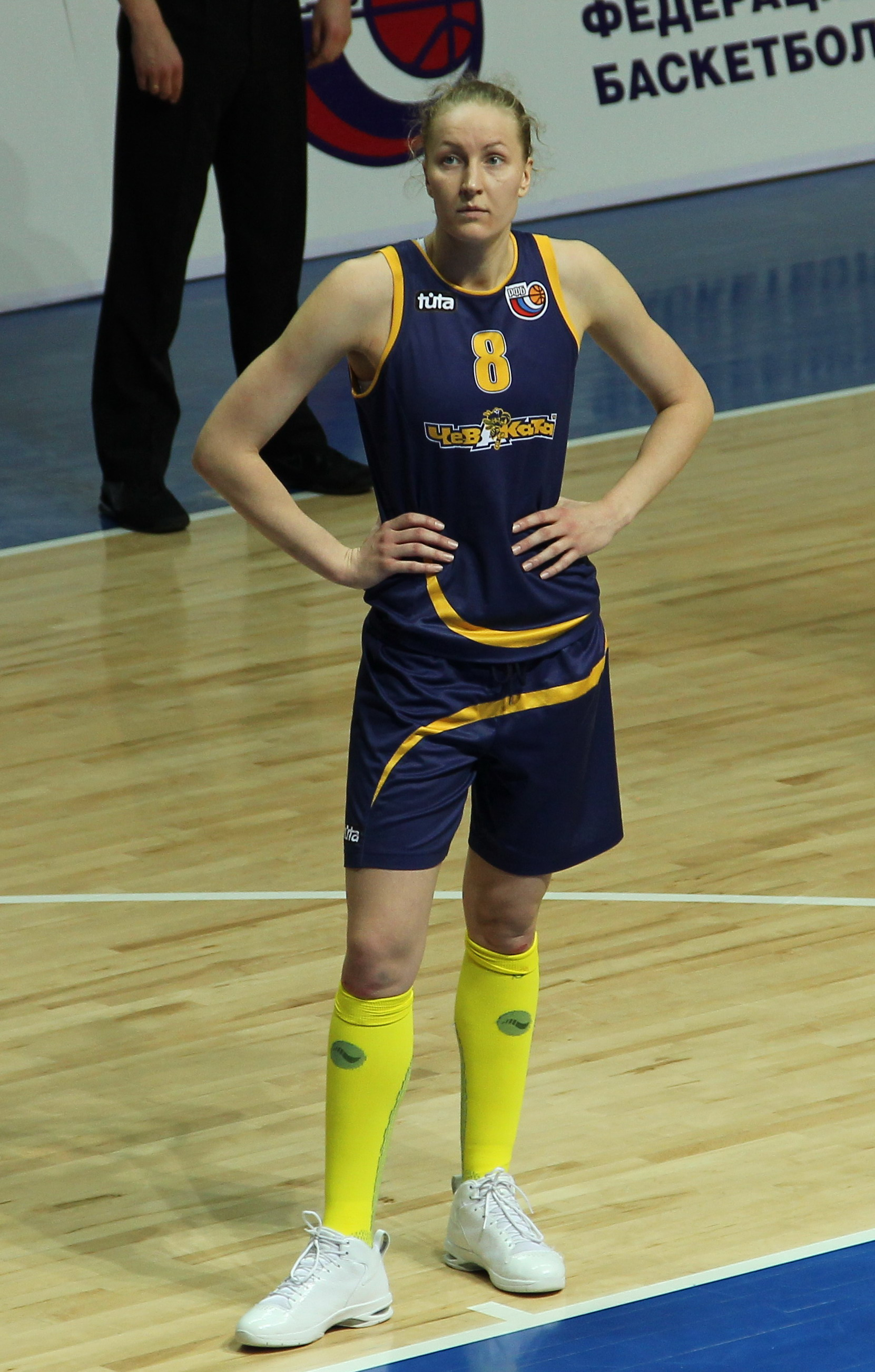
Maria Cherepanova.

- Yulia Garkavskaya (2.01)
- Michelle Snow (1.96)
- Anna Petrakova (1.89)
- Natalia Vodopyanova (1.88)
- Natalia Krasnoshchek (1.86)
- Anastasia Bocherova (1.82)
- Ekaterina Nechepaeva (1.82)
- Gunta Baško (1.81)
- Ekaterina Arseneva (1.80)
- Aušra Bimbaitė (1.79)
- Yuliya Dureika (1.79)
- Maria Myasnikova (1.79)
- Anastasia Fomina (1.75)
- Natalia Kapalet (1.72)
- Temeka Johnson (1.60)

## Joueuses célèbres ou marquantes
Breanna Stewart